# Adaja
Adaja (hiszp. Río Adaja) – rzeka w Hiszpanii, we wspólnocie autonomicznej Kastylia i León. Ma 190 km długości. Źródło rzeki znajduje się w paśmie górskim Sierra de Ávila w gminie Villatoro. Płynie w kierunku wschodnim do miasta Ávila, w którym skręca w kierunku północnym. Uchodzi do rzeki Duero poniżej miasta Arévalo.